# Церковь Успения Пресвятой Богородицы в Богослово
Церковь Успения Пресвятой Богородицы в селе Богослово, Ногинского района — православный храм Богородского благочиния Московской епархии, на месте слияния рек Шерна и Клязьма.

## История
Устроителем села Богослова и, соответственно, церкви считается князь Андрей Боголюбский.
Первоначально в селе была устроена деревянный храм Иоанна Богослова, от неё и получило название село, которое до 1926 г. называлось Богословское.
Храм был уничтожен в Смуту. Новая церковь возведена после 1719 года
В 1740 году Богословские пустыни были приписаны к Воскресенскому Новоиерусалимскому монастырю. В 1746 году церковь была преобразована в приход, а вокруг Богословского было образовано село.
В первой четверти 19-го века храм постепенно начинает разрушаться. По инициативе святителя Филарета (Дроздова) церковь перестроена. Строительство началось в 1838 году и в 1853 году приобрело современный облик с приделами апостола Иоанна Богослова и Святителя Митрофания Воронежского. В конце XIX века за счет иеромонаха Черниговского скита Паисия, уроженца с. Богослово Храм был расписан палехским художником И. Париловым.
В храме были редкие древние иконы, два ценных евангелия, напечатанные в Москве в 1703 и 1730 годах и многие другие святыни.
После революции храм действовал; В нём служил отец Алексий (мученик Алексий Александрович Сперанский). Чтобы избежать обвинений в тунеядстве, он совмещал пастырское служение с кузнечной работой. В конце ноября 1937 года он был арестован, расстрелян и похоронен 10 декабря в полигоне Бутово. Вскоре после ареста священника храм был закрыт и разорён.
Возвращен верующим в 1989 году. Произведен ремонт и заново расписан.
У храма есть часовни в селе Караваево и в селе Буньково.
Среди святилищ — частицы мощей святителя Митрофана Воронежского, святого мученика Константина Богородского, детей-мучеников Вифлеема, монаха Феодора Санаксарского, праведного святого воина Феодора.

## Священники, служившие до революции
- Священник Николай Алексеев.
- Священник Василий Белоусов
- Священник Александр Сперанский

Кроме того, в храме в разное время служили:
- — Диакон Илья Васильев Троицкий.
- — Диакон Павел Андреевич Нежданов.
- — Пономарь Иаков Александрович
- — Псаломщик Матвей Семенович Величкин
- — Диакон Сергий Афанасьевич Крылов.
- — Просфорница Александра Матвеева[4].

## Духовенство
- Настоятель храма — протоиерей Владимир Владимиров[5].

## Святыни
Ковчег со Святыми мощами: (слева направо)
- Константина, пресвитера Богородского;
- Преподобноисповедника архимандрита Александра, игумена Санаксарского;
- Святого праведного воина Феодора (Ушакова);
- Преподобного Феодора Санаксарского;
- Преподобного Феодора Калиты Пещерника;
- Преподобного Андроника Пещерника 3верелецкого

В центре камень из Храма Воскресения Христова в Иерусалиме.